# Julien Simon
Julien Simon (ur. 4 października 1985 w Rennes) – francuski kolarz szosowy. 

## Osiągnięcia
Opracowano na podstawie:

2009
- 2. miejsce w Tour du Gévaudan Occitanie

2010
- 3. miejsce w Circuit de la Sarthe

2011
- 3. miejsce w Circuit de Lorraine
- 1. miejsce w Prueba Villafranca-Ordiziako Klasika
- 2. miejsce w Grand Prix de Wallonie

2012
- 3. miejsce w Tour du Haut-Var
- 1. miejsce na 5. i 7. etapie Volta Ciclista a Catalunya
- 3. miejsce w Route Adélie de Vitré
- 1. miejsce w Tour du Finistère
- 1. miejsce w Grand Prix de Plumelec-Morbihan
- 1. miejsce w Grand Prix de Wallonie

2013
- 3. miejsce w Grand Prix de Plumelec-Morbihan

2014
- 2. miejsce w Route Adélie de Vitré
- 3. miejsce w Circuit de la Sarthe
- 2. miejsce w Tour du Finistère
- 1. miejsce w Grand Prix de Plumelec-Morbihan

2015
- 3. miejsce w Tour du Finistère
- 2. miejsce w Grand Prix de Plumelec-Morbihan

2016
- 2. miejsce w Classic Sud Ardèche-Souvenir Francis Delpech

2017
- 2. miejsce w Tour du Haut-Var
  - 1. miejsce na 2. etapie
- 3. miejsce w Route Adélie de Vitré
- 2. miejsce w Tour du Finistère
- 3. miejsce w Grand Prix de Wallonie

2018
- 2. miejsce w Grand Prix de Plumelec-Morbihan
- 1. miejsce w Tour du Doubs

2019
- 1. miejsce w Tour du Finistère
- 2. miejsce w mistrzostwach Francji (start wspólny)

2022
- 1. miejsce w Grand Prix du Morbihan
- 1. miejsce w Tour du Finistère
- 1. miejsce na 1. etapie Tour du Limousin

## Rankingi
| Rok             | 2009 | 2010 | 2011 | 2012 | 2013 | 2014 | 2015 | 2016 | 2017 | 2018 | 2019 | 2020 | 2021 | 2022 | 2023 | 2024 |
| --------------- | ---- | ---- | ---- | ---- | ---- | ---- | ---- | ---- | ---- | ---- | ---- | ---- | ---- | ---- | ---- | ---- |
| World Ranking   |      |      |      |      |      |      |      | 221. | 87.  | 138. | 168. | 380. | 176. | 63.  | 592. | 811. |
| UCI Europe Tour | 113. | 81.  | 27.  | 6.   | 69.  | 7.   | 161. | 112. | 17.  | 114. | 139. | 312. | 151. | 52.  | -    | -    |
|                 |      |      |      |      |      |      |      |      |      |      |      |      |      |      |      |      |
| Źródło: UCI     |      |      |      |      |      |      |      |      |      |      |      |      |      |      |      |      |